# (7555) Venvolkov
(7555) Venvolkov est un astéroïde de la ceinture principale.

## Description
(7555) Venvolkov est un astéroïde de la ceinture principale. Il fut découvert le 28 septembre 1981 à Naoutchnyï par Lioudmila Jouravliova. Il présente une orbite caractérisée par un demi-grand axe de 2,35 UA, une excentricité de 0,20 et une inclinaison de 2,1° par rapport à l'écliptique.

## Compléments